# Barbula malagana
Barbula malagana är en bladmossart som beskrevs av H. Crum 1967. Barbula malagana ingår i släktet neonmossor, och familjen Pottiaceae. Inga underarter finns listade i Catalogue of Life.